# Coupe de la mer du Nord de rugby à XV 2012-2013
Navigation
Coupe de la mer du Nord 2011-2012 Édition suivante
La Coupe de la mer du Nord de rugby à XV 2012-2013 est la deuxième édition de cette compétition de rugby à XV organisée par l'Association européenne de rugby. Le club de Heidelberger RK remporte la finale face à Boitsfort.

## Groupe A
| Boitsfort Neuenheim Hilversum Francfort Schaerbeek |

| Équipe                     | Ville               | Pays      |
| -------------------------- | ------------------- | --------- |
| Boitsfort RC               | Watermael-Boitsfort | Belgique  |
| SC Neuenheim               | Neuenheim           | Allemagne |
| Sélection régionale du Sud | Hilversum           | Pays-Bas  |
| Kituro RC                  | Schaerbeek          | Belgique  |
| SC 1880 Frankfurt          | Francfort           | Allemagne |

### Classement
| Rang | Club              | J | V | N | D | Bo | Bd | Pm  | Pe  | Diff | Pts |
| ---- | ----------------- | - | - | - | - | -- | -- | --- | --- | ---- | --- |
| 1    | Boitsfort RC      | 4 | 3 | 0 | 1 | 4  | 0  | 131 | 58  | +73  | 16  |
| 2    | SC Neuenheim      | 4 | 3 | 0 | 1 | 2  | 0  | 112 | 55  | +57  | 14  |
| 3    | NL South          | 4 | 2 | 0 | 2 | 1  | 0  | 921 | 92  | +829 | 9   |
| 4    | Kituro RC         | 4 | 1 | 0 | 3 | 1  | 0  | 51  | 76  | -25  | 5   |
| 5    | SC 1880 Frankfurt | 4 | 1 | 0 | 3 | 0  | 0  | 62  | 167 | -105 | 4   |

|  | Qualifié pour la finale (no 1). |

## Groupe B
| Heidelberger RK Hilversum Pforzheim Termonde Frameries |

| Équipe                      | Ville      | Pays      |
| --------------------------- | ---------- | --------- |
| Heidelberger RK             | Heidelberg | Allemagne |
| Sélection régionale du Nord | Hilversum  | Pays-Bas  |
| TV Pforzheim                | Pforzheim  | Allemagne |
| Dendermondse RC             | Termonde   | Belgique  |
| RC Frameries                | Frameries  | Belgique  |

### Classement
| Rang | Club            | J | V | N | D | Bo | Bd | Pm  | Pe  | Diff | Pts |
| ---- | --------------- | - | - | - | - | -- | -- | --- | --- | ---- | --- |
| 1    | Heidelberger RK | 4 | 4 | 0 | 0 | 4  | 0  | 252 | 29  | +223 | 20  |
| 2    | NL North        | 4 | 3 | 0 | 1 | 1  | 0  | 76  | 75  | +1   | 13  |
| 2    | TV Pforzheim    | 4 | 2 | 0 | 2 | 2  | 0  | 166 | 124 | +42  | 10  |
| 4    | Dendermonde RC  | 4 | 1 | 0 | 3 | 0  | 0  | 82  | 152 | -70  | 4   |
| 5    | RC Frameries    | 4 | 0 | 0 | 4 | 0  | 0  | 23  | 219 | -196 | -5¹ |

¹RC Frameries a été sanctionné de 5 points de pénalité pour ne pas avoir présenté d'équipe face à la NL North
|  | Qualifié pour la finale (no 1). |

## Finale
| 18 mai 2013 19 h 00 CET | Heidelberger RK | 34 - 10 | Boitsfort | Amsterdam |
| 18 mai 2013 19 h 00 CET |                 |         |           | Amsterdam |
| 18 mai 2013 19 h 00 CET |                 |         |           | Amsterdam |